# UGC 1775
Arp 10 = UGC 1775 ist eine Galaxie vom Hubble-Typ (R)Sb? im Sternbild Cetus. Sie ist etwa 409 Millionen Lichtjahre von der Milchstraße entfernt.
Halton Arp gliederte seinen Katalog ungewöhnlicher Galaxien nach rein morphologischen Kriterien in Gruppen. Diese Galaxie gehört zu der Klasse Spiralgalaxien mit gespaltenen Armen (Arp-Katalog).